# Glis sackdillingensis
Espèce
Glis sackdillingensis est une espèce éteinte de rongeurs de la famille des Gliridae.

## Distribution et époque
Ce loir a été découvert en Allemagne, en Espagne, en France, en Grèce, en Hongrie, en Italie, en Bulgarie et en Roumanie. Il vivait à l'époque du Pliocène jusqu'au Pléistocène.

## Taxinomie
Cette espèce a été décrite pour la première fois en 1930 par le paléontologue allemand Florian Heller (de) (1905-1978).